# Leptoderris ledermannii
Leptoderris ledermannii är en ärtväxtart som beskrevs av Hermann August Theodor Harms. Leptoderris ledermannii ingår i släktet Leptoderris och familjen ärtväxter. Inga underarter finns listade i Catalogue of Life.